# Kamil Güler
Kamil Güler är en turkisk skådespelare som är känd från den turkiska tv-serien Gümüş, där hans rollperson heter Göhkan. TV-serien finns i en arabisk version, Nour, där heter hans rollperson Kamil, alltså samma namn som han har i verkligheten. 
Han har gjort en tv-reklam för Avea där de gör en internetsökning på telefonen. Kamil Güler är oftast med i romantiska eller komedi-tv-serier/filmer. Hittills har han varit med i nio tv-serier och en film.

## Tv-serier
- Maçolar (2006)
- Gümüş (2005)
- Adi ask olsun (2004)
- Metro palas (2004)
- Emanet (2002)
- Benimle evlenir misin (2001)
- Sehnaz tango (2000)
- Affet bizi hocam (1998)
- Çiçek taksi (1995)

## Filmer
- Omerçip (2003)